# Rio Motagua
O rio Motagua é um rio da Guatemala com aproximadamente 400 km de extensão. Nasce na Guatemala central a nordeste da Cidade da Guatemala e corre para nordeste e este, desaguando no golfo das Honduras. Os seus últimos quilómetros materializam a fronteira entre a Guatemala e as Honduras.
O vale por onde corre o rio Motagua era uma importante zona de produção de jade na Mesoamérica, já no tempo dos olmecas. O importante sítio arqueológico maia de Quiriguá situa-se próximo da margem norte do rio. 

## Ligações externas

Mapa mostrando o rio Motagua, fontes de jade mesoamericanas e sítios arqueológicos vizinhos.